# Shanelle Porter
Shanelle Porter (* 20. Januar 1972 in Vallejo, Kalifornien) ist eine ehemalige US-amerikanische Leichtathletin, die sich auf den Sprint spezialisiert hat. Ihre größten Erfolg feierte sie mit dem Gewinn der Silbermedaille in der 4-mal-400-Meter-Staffel bei den Hallenweltmeisterschaften 1997 in Paris sowie mit der Bronzemedaille bei den Hallenweltmeisterschaften 1999 in Maebashi.

## Sportliche Laufbahn
Erste internationale Erfahrungen sammelte Shanelle Porter, die in Cheyenne, Wyoming aufwuchs, im Jahr 1990, als sie bei den Juniorenweltmeisterschaften in Plowdiw mit 56,63 s in der ersten Runde im 400-Meter-Lauf ausschied. Im Jahr darauf gewann sie bei den Panamerikanischen Juniorenmeisterschaften in Kingston in 53,66 s die Bronzemedaille über 400 Meter und sicherte sich mit der US-amerikanischen 4-mal-400-Meter-Staffel in 3:34,43 min die Silbermedaille. In den folgenden Jahren absolvierte sie ein Studium an der University of Nebraska–Lincoln. 1997 gewann sie bei den Hallenweltmeisterschaften in Paris in 3:27,66 min die Silbermedaille im Staffelbewerb gemeinsam mit Natasha Kaiser-Brown, Anita Howard und Jearl Miles Clark  hinter dem russischen Team. 1999 schied sie bei den Hallenweltmeisterschaften in Maebashi mit 52,65 s in der ersten Runde über 400 Meter aus und gewann mit der Staffel in 3:27,59 min gemeinsam mit Monique Hennagan, Michelle Collins und Zundra Feagin-Alexander die Bronzemedaille hinter den Teams aus Russland und Australien. Im Juli nahm sie mit der Staffel an den Panamerikanischen Spielen in Winnipeg teil und gewann dort in 3:27,50 min gemeinsam mit Andrea Anderson, Michelle Collins und Yulanda Nelson die Silbermedaille hinter dem kubanischen Team. Sie bestritt noch bis 2002 Wettkämpfe vor allem auf nationaler Ebene, ehe sie ihre aktive Karriere im Alter von 30 Jahren beendete.

## Persönliche Bestleistungen
- 400 Meter: 50,67 s, 7. Juli 1996 in Padua
  - 400 Meter (Halle): 51,83 s, 26. Februar 1999 in Atlanta